# Ірина-Камелія Бегу
Ірина-Камелія Бегу (рум. Irina-Camelia Begu, 26 серпня 1990) — румунська тенісистка.
Ірина-Камелія почала займатися тенісом у три роки під керівництвом тітки. Вона бере участь у професійних змаганнях з 2005 року. Її улюбленою поверхнею є ґрунт, а кумирами — Роджер Федерер та Мартіна Хінгіс. 
Станом на липень 2017 року в активі Ірини-Камелії 4 перемоги в турнірах WTA — Tashkent Open 2012 , Korea Open 2015 та Brasil Tennis Cup 2016, Bucharest Open 2017.

## Прем'єрні обов'язкові та з чільних 5

### Парний розряд: 1 фінал
| Результат | Рік  | Турнір          | Покриття | Партнерка        | Супротивниці              | Рахунок  |
| --------- | ---- | --------------- | -------- | ---------------- | ------------------------- | -------- |
| Поразка   | 2015 | Wuhan Open, КНР | Тверде   | Моніка Нікулеску | Мартіна Хінгіс Саня Мірза | 2−6, 3−6 |

## Фінали турнірів WTA

### Одиночний розряд: 10 (6 титулів, 4 поразки)
| Легенда                      |
| ---------------------------- |
| Турніри Великого шлему (0–0) |
| Турніри WTA 1000 (0–0)       |
| Турніри WTA 500 (0–1)        |
| Турніри WTA 250 (6–3)        |

| Фінали за покриттям |
| ------------------- |
| Тверде (3–2)        |
| Трава (0–0)         |
| Ґрунт (3–2)         |
| Килим (0–0)         |

| Результат | В-П | Дата     | Турнір                                                 | Категорія     | Покриття   | Опонент                | Рахунок       |
| --------- | --- | -------- | ------------------------------------------------------ | ------------- | ---------- | ---------------------- | ------------- |
| Поразка   | 0–1 | Кві 2011 | Andalucia Tennis Experience, Іспанія                   | International | Ґрунт      | Вікторія Азаренко      | 3–6, 2–6      |
| Поразка   | 0–2 | Лип 2011 | Budapest Grand Prix, Угорщина                          | International | Ґрунт      | Роберта Вінчі          | 4–6, 6–1, 4–6 |
| Перемога  | 1–2 | Вер 2012 | Tashkent Open, Узбекистан                              | International | Тверде     | Донна Векич            | 6–4, 6–4      |
| Поразка   | 1–3 | Жов 2014 | Кубок Кремля, Росія                                    | Premier       | Тверде (i) | Анастасія Павлюченкова | 4–6, 7–5, 1–6 |
| Перемога  | 2–3 | Вер 2015 | Hansol Korea Open Tennis Championships, Південна Корея | International | Тверде     | Олександра Саснович    | 6–3, 6–1      |
| Перемога  | 3–3 | Сер 2016 | Brasil Tennis Cup, Бразилія                            | International | Тверде     | Тімеа Бабош            | 2–6, 6–4, 6–3 |
| Перемога  | 4–3 | Лип 2017 | Bucharest Open, Румунія                                | International | Ґрунт      | Юлія Гергес            | 6–3, 7–5      |
| Поразка   | 4–4 | Сер 2021 | Tennis in the Land, США                                | WTA 250       | Тверде     | Анетт Контавейт        | 6–7(5–7), 4–6 |
| Перемога  | 5–4 | Лип 2022 | Internazionali Femminili di Tennis di Palermo, Італія  | WTA 250       | Ґрунт      | Лучія Бронцетті        | 6–2, 6–2      |
| Перемога  | 6–4 | Лип 2025 | Iași Open, Румунія                                     | WTA 250       | Ґрунт      | Джил Тайхманн          | 6–0, 7–5      |

### Парний розряд: 16 (9 титулів, 7 поразок)
| Легенда          |
| ---------------- |
| Grand Slam (0–0) |
| WTA 1000 (0–1)   |
| WTA 500 (0–2)    |
| WTA 250 (9–4)    |

| Фінали за покриттям |
| ------------------- |
| Тверде (5–4)        |
| Трава (1–1)         |
| Ґрунт (3–2)         |
| Килим (0–0)         |

| Результат | В-П | Дата     | Турнір                                                 | Категорія     | Покриття   | Партнер                 | Опоненти                                  | Рахунок                    |
| --------- | --- | -------- | ------------------------------------------------------ | ------------- | ---------- | ----------------------- | ----------------------------------------- | -------------------------- |
| Перемога  | 1–0 | Січ 2012 | Hobart International, Австралія                        | International | Тверде     | Моніка Нікулеску        | Чжуан Цзяжун Марина Еракович              | 6–7(4–7), 7–6(7–4), [10–5] |
| Поразка   | 1–1 | Кві 2012 | Гран-прі принцеси Лалли Мер'єм, Марокко                | International | Ґрунт      | Александра Каданцу      | Петра Цетковська Олександра Панова        | 6–3, 6–7(5–7), [9–11]      |
| Поразка   | 1–2 | Жов 2012 | BGL Luxembourg Open, Люксембург                        | International | Тверде (i) | Моніка Нікулеску        | Андреа Сестіні Главачкова Луціє Градецька | 3–6, 4–6                   |
| Перемога  | 2–2 | Чер 2013 | Rosmalen Grass Court Championships, Нідерланди         | International | Трава      | Анабель Медіна Гаррігес | Домініка Цібулкова Аранча Парра Сантонха  | 4–6, 7–6(7–3), [11–9]      |
| Перемога  | 3–2 | Лют 2014 | Rio Open, Бразилія                                     | International | Ґрунт      | Марія Ірігоєн           | Юганна Ларссон Шанелль Схеперс            | 6–2, 6–0                   |
| Перемога  | 4–2 | Вер 2014 | Hansol Korea Open Tennis Championships, Південна Корея | International | Тверде     | Лара Арруабаррена       | Мона Бартель Менді Мінелла                | 6–3, 6–3                   |
| Поразка   | 4–3 | Лют 2015 | Rio Open, Бразилія                                     | International | Ґрунт      | Марія Ірігоєн           | Їсалін Бонавентюре Ребекка Петерсон       | 0–3 ret.                   |
| Поразка   | 4–4 | Жов 2015 | Wuhan Open, КНР                                        | Premier 5     | Тверде     | Моніка Нікулеску        | Мартіна Хінгіс Саня Мірза                 | 2–6, 3–6                   |
| Поразка   | 4–5 | Жов 2015 | Кубок Кремля, Росія                                    | Premier       | Тверде (i) | Моніка Нікулеску        | Дарія Касаткіна Олена Весніна             | 3–6, 7–6(9–7), [5–10]      |
| Перемога  | 5–5 | Лип 2017 | Bucharest Open, Румунія                                | International | Ґрунт      | Ралука Олару            | Елісе Мертенс Демі Схюрс                  | 6–3, 6–3                   |
| Перемога  | 6–5 | Жов 2017 | Tianjin Open, КНР                                      | International | Тверде     | Сара Еррані             | Даліла Якупович Ніна Стоянович            | 6–4, 6–3                   |
| Перемога  | 7–5 | Січ 2018 | WTA Shenzhen Open, КНР                                 | International | Тверде     | Сімона Халеп            | Катержина Сінякова Барбора Крейчикова     | 1–6, 6–1, [10–8]           |
| Поразка   | 7–6 | Чер 2018 | Eastbourne International, Велика Британія              | Premier       | Трава      | Міхаела Бузернеску      | Габріела Дабровскі Сюй Їфань              | 3–6, 5–7                   |
| Перемога  | 8–6 | Лип 2018 | Bucharest Open, Румунія (2)                            | International | Ґрунт      | Андрея Міту             | Данка Ковинич Марина Заневська            | 6–3, 6–4                   |
| Поразка   | 8–7 | Вер 2018 | Tashkent Open, Узбекистан                              | International | Тверде     | Ралука Олару            | Ольга Данилович Тамара Зіданшек           | 5–7, 3–6                   |
| Перемога  | 9–7 | Лют 2019 | Hua Hin Championships, Таїланд                         | International | Тверде     | Моніка Нікулеску        | Ганна Блінкова Ван Яфань                  | 2–6, 6–1, [12–10]          |

## Виступи у турнірах Великого шолома

### Одиночний розряд
| Турнір                                 | 2008 | 2009 | 2010 | 2011 | 2012 | 2013 | 2014 | 2015 | 2016 | 2017 | 2018 | 2019  | В–П |
| -------------------------------------- | ---- | ---- | ---- | ---- | ---- | ---- | ---- | ---- | ---- | ---- | ---- | ----- | --- |
| Відкритий чемпіонат Австралії з тенісу | A    | A    | A    | К3р  | 1р   | 2р   | 1р   | 4р   | 1р   | 2р   | 2р   |       | 6–7 |
| Відкритий чемпіонат Франції з тенісу   | A    | К3р  | A    | 2р   | 2р   | 1р   | К3р  | 3р   | 4р   | 1р   |      | 2к    | 7–6 |
| Вімблдонський турнір                   | A    | К2р  | К1р  | 1р   | 1р   | 1р   | 2р   | 3р   | 1р   | 2р   |      |       | 4–7 |
| Відкритий чемпіонат США з тенісу       | A    | К1р  | A    | 1р   | 2р   | 1р   | 2р   | 1р   | 1р   | 1р   |      |       | 2–7 |
| Перемоги-Поразки                       | 0–0  | 0–0  | 0–0  | 1–3  | 2–4  | 1–4  | 2–3  | 7–4  | 3–4  | 2–4  | 1–1  | 19–27 |     |

## Парний розряд
| Турнір                                 | 2011 | 2012 | 2013 | 2014 | 2015 | 2016 | 2017 | 2018 | 2019 | В–П   |
| -------------------------------------- | ---- | ---- | ---- | ---- | ---- | ---- | ---- | ---- | ---- | ----- |
| Відкритий чемпіонат Австралії з тенісу | A    | КФ   | 3р   | 1р   | 2р   | 1р   | 1р   |      |      | 6–6   |
| Відкритий чемпіонат Франції з тенісу   | A    | 1р   | 2р   | 3р   | 2р   | A    | ЧФ   |      |      | 7–5   |
| Вімблдонський турнір                   | 1р   | 2р   | 1р   | 1р   | 2р   | 1р   | A    |      |      | 2–6   |
| Відкритий чемпіонат США з тенісу       | 2р   | 1р   | 1р   | 1р   | 3р   | 1р   | 1р   |      |      | 3–7   |
| Перемоги-Поразки                       | 1–2  | 4–4  | 3–4  | 2–4  | 5–4  | 0–3  | 3–3  |      |      | 18–24 |

## Фінали ITF

### Одиночний розряд: 18 (11–7)
| Турніри $100,000 |
| Турніри $75,000  |
| Турніри $50,000  |
| Турніри $25,000  |
| Турніри $10,000  |

| Результат | Ранг | Дата            | Турнір                    | Покриття | Опонент              | Рахунок            |
| --------- | ---- | --------------- | ------------------------- | -------- | -------------------- | ------------------ |
| Поразка   | 1.   | 10 вересня 2006 | Бухарест 6, Румунія       | Ґрунт    | Александра Каданцу   | 3–6, 6–2, 3–6      |
| Перемога  | 1.   | 9 вересня 2007  | Брашов, Румунія           | Ґрунт    | Cristina Mitu        | 7–6(7–2), 6–2      |
| Поразка   | 2.   | 23 березня 2008 | Ain Sukhna, Єгипет        | Килим    | Катажина Пітер       | 6–7(7–9), 4–6      |
| Перемога  | 2.   | 7 вересня 2008  | Брашов                    | Ґрунт    | Diana Enache         | 4–6, 6–4, 6–1      |
| Перемога  | 3.   | 14 вересня 2008 | Будапешт, Угорщина        | Ґрунт    | Laura-Ioana Andrei   | 7–5, 6–1           |
| Перемога  | 4.   | 11 жовтня 2008  | Джунія, Ліван             | Ґрунт    | Anastasia Yakimova   | 6–2, 6–0           |
| Перемога  | 5.   | 26 жовтня 2008  | Глазго, Scotland          | Тверде   | Patricia травняr     | 2–6, 7–5, 7–6(7–1) |
| Поразка   | 3.   | 11 квітня 2010  | Інчхон, Південна Корея    | Тверде   | Lee Jin-a            | 4–6, 2–6           |
| Поразка   | 4.   | 15 серпня 2010  | Ферсмольд, Німеччина      | Ґрунт    | Маґда Лінетте        | 2–6, 5–7           |
| Перемога  | 6.   | 19 вересня 2010 | Подгориця, Чорногорія     | Ґрунт    | Анналіза Бона        | 6–1, 6–1           |
| Перемога  | 7.   | 13 лютого 2011  | Cali, Колумбія            | Ґрунт    | Laura Pous Tió       | 6–3, 7–6(7–1)      |
| Поразка   | 5.   | 12 червня 2011  | Marseille, Франція        | Ґрунт    | Полін Пармантьє      | 3–6, 2–6           |
| Перемога  | 8.   | 23 липня 2011   | Bucharest, Румунія        | Ґрунт    | Laura Pous Tió       | 6–3, 7–5           |
| Перемога  | 9.   | 9 березня 2014  | Кампінас, Бразилія        | Ґрунт    | Олександра Панова    | 6–2, 6–4           |
| Перемога  | 10.  | 16 березня 2014 | Сан-Паулу, Бразилія       | Ґрунт    | Олександра Панова    | 7–5, 4–6, 6–4      |
| Поразка   | 6.   | 6 квітня 2014   | Медельїн, Колумбія        | Ґрунт    | Вероніка Сепеде Ройг | 4–6, 6–4, 4–6      |
| Перемога  | 11.  | 6 липня 2014    | Contrexéville, Франція    | Ґрунт    | Кая Канепі           | 6–3, 6–4           |
| Поразка   | 7.   | 30 червня 2017  | Southsea, Велика Британія | Трава    | Татьяна Марія        | 2–6, 2–6           |

### Парний розряд: 27 (19–8)
| Турніри $100,000 |
| Турніри $75,000  |
| Турніри $50,000  |
| Турніри $25,000  |
| Турніри $10,000  |

| Результат | Ранг | Дата              | Турнір                            | Покриття  | Партнер                | Опоненти                                            | Рахунок                     |
| --------- | ---- | ----------------- | --------------------------------- | --------- | ---------------------- | --------------------------------------------------- | --------------------------- |
| Перемога  | 1.   | 30 червня 2006    | Галац, Румунія                    | Ґрунт     | Carmen-Raluca Ţibuleac | Bianca Bonifate Diana Gae                           | 6–2, 7–5                    |
| Перемога  | 2.   | 11 травня 2007    | Бухарест, Румунія                 | Ґрунт     | Симона Халеп           | Laura-Ioana Andrei Ioana Gaspar                     | 6–4, 6–2                    |
| Поразка   | 1.   | 31 серпня 2007    | Хунедоара (місто), Румунія        | Ґрунт     | Laura-Ioana Andrei     | Diana Enache Antonia Xenia Tout                     | 6–3, 4–6, 4–6               |
| Поразка   | 2.   | 9 вересня 2007    | Брашов, Румунія                   | Ґрунт     | Diana Gae              | Raluca Ciulei Камелія Хрістя                        | 5–7, 4–6                    |
| Поразка   | 3.   | 15 червня 2008    | Крайова, Румунія                  | Ґрунт     | Alexandra Damaschin    | Laura-Ioana Andrei Diana Enache                     | 3–6, 1–6                    |
| Перемога  | 3.   | 11 липня 2008     | Бухарест                          | Ґрунт     | Ioana Gaspar           | Mihaela Bunea Габріела Нікулеску                    | 4–6, 6–3, [10–3]            |
| Перемога  | 4.   | 25 липня 2008     | Хунедоара (місто)                 | Ґрунт     | Elora Dabija           | Katarína Poljaková Zuzana Zlochová                  | 7–5, 6–2                    |
| Перемога  | 5.   | 29 серпня 2008    | Бухарест                          | Ґрунт     | Laura-Ioana Andrei     | Кіченок Людмила Вікторівна Кіченок Надія Вікторівна | 6–2, 3–6, [10–6]            |
| Перемога  | 6.   | 5 вересня 2008    | Брашов, Румунія                   | Ґрунт     | Laura-Ioana Andrei     | Bianca Hîncu Cristina Stancu                        | 6–2, 6–2                    |
| Перемога  | 7.   | 14 вересня 2008   | Будапешт, Угорщина                | Ґрунт     | Laura-Ioana Andrei     | Davinia Lobbinger Efrat Mishor                      | 6–2, 6–4                    |
| Поразка   | 4.   | 26 жовтня 2008    | Глазго, Scotland                  | Тверде    | Laura-Ioana Andrei     | Stefania Boffa Аманда Елліотт                       | 4–6, 6–7(3–7)               |
| Перемога  | 8.   | 9 травня 2009     | Бухарест                          | Ґрунт     | Симона Халеп           | Юлія Гергес Сандра Клеменшиц                        | 2–6, 6–1, [12–10]           |
| Перемога  | 9.   | 10 квітня 2010    | Інчхон, Південна Корея            | Тверде    | Erika Sema             | Дой Місакі Junri Namigata                           | 6–0, 7–6(10–8)              |
| Поразка   | 5.   | 18 липня 2010     | Дармштадт, Німеччина              | Ґрунт     | Erika Sema             | Віталія Дяченко Лаура Зігемунд                      | 6–4, 1–6, [4–10]            |
| Перемога  | 10.  | 30 липня 2010     | Бухарест                          | Ґрунт     | Елена Богдан           | Марія Ірігоєн Флоренсія Молінеро                    | 6–1, 6–1                    |
| Перемога  | 11.  | 8 серпня 2010     | Гехінген (Цоллернальб), Німеччина | Ґрунт     | Анаїс Лорендон         | Julia Schruff Erika Sema                            | 6–2, 4–6, [10–8]            |
| Перемога  | 12.  | 18 вересня 2010   | Подгориця, Чорногорія             | Ґрунт     | Міхаела Бузернеску     | Валерія Соловйова Заневська Марина Володимирівна    | 5–7, 7–5, [12–10]           |
| Перемога  | 13.  | 25 вересня 2010   | Бухарест                          | Ґрунт     | Елена Богдан           | Leticia Costas-Moreira Eva Fernández-Brugués        | 6–1, 6–3                    |
| Поразка   | 6.   | 8 жовтня 2010     | Мадрид, Іспанія                   | Ґрунт     | Елена Богдан           | Лара Арруабаррена Марія Тереса Торро Флор           | 4–6, 5–7                    |
| Поразка   | 7.   | 27 листопада 2010 | Toyota, Японія                    | Килим (i) | Меделіна Гожня         | Аояма Сюко Фудзівара Ріка                           | 6–1, 3–6, [9–11]            |
| Перемога  | 14.  | 12 лютого 2011    | Cali, Колумбія                    | Ґрунт     | Елена Богдан           | Ekaterina Ivanova Kathrin Wörle                     | 2–6, 7–6(8–6), [11–9]       |
| Перемога  | 15.  | 11 червня 2011    | Marseille, Франція                | Ґрунт     | Ніна Братчикова        | Laura-Ioana Andrei Меделіна Гожня                   | 6–2, 6–2                    |
| Перемога  | 16.  | 22 липня 2011     | Bucharest                         | Ґрунт     | Елена Богдан           | Maria Elena Camerin İpek Şenoğlu                    | 6–7(1–7), 7–6(7–4), [16–14] |
| Перемога  | 17.  | 21 липня 2012     | Bucharest                         | Ґрунт     | Алізе Корне            | Елена Богдан Ралука Олару                           | 6–2, 6–0                    |
| Перемога  | 18.  | 15 березня 2014   | Сан-Паулу, Бразилія               | Ґрунт     | Олександра Панова      | Марія Ірігоєн María Fernanda Álvarez Terán          | 6–4 3–6 [11–9]              |
| Перемога  | 19.  | 5 квітня 2014     | Медельїн, Колумбія                | Ґрунт     | Марія Ірігоєн          | Монік Адамчак Марина Шамайко                        | 6–2, 7–6(7–2)               |
| Поразка   | 8.   | 6 липня 2014      | Contrexéville, Франція            | Ґрунт     | Марія Ірігоєн          | Олександра Панова Лаура Торп                        | 3–6, 0–4 ret.               |

### Перемоги над гравцями першої 10-ки
| Сезон | 2012 | 2013 | 2014 | 2015 | 2016 | 2017 | 2018 | Всього |
| Wins  | 1    | 0    | 0    | 1    | 3    | 0    | 1    | 6      |

| #            | Гравець           | Рейтинг | Турнір                                                 | Покриття | Раунд     | Рахунок            |
| ------------ | ----------------- | ------- | ------------------------------------------------------ | -------- | --------- | ------------------ |
| Тур WTA 2012 |                   |         |                                                        |          |           |                    |
| 1.           | Каролін Возняцкі  | Ранг 8  | Відкритий чемпіонат США з тенісу 2012, USA             | Тверде   | 1st round | 6–2, 6–2           |
| Тур WTA 2015 |                   |         |                                                        |          |           |                    |
| 2.           | Анджелік Кербер   | Ранг 9  | Відкритий чемпіонат Австралії з тенісу 2015, Австралія | Тверде   | 1st round | 6–4, 0–6, 6–1      |
| Тур WTA 2016 |                   |         |                                                        |          |           |                    |
| 3.           | Гарбінє Мугуруса  | Ранг 4  | Мадрид, Іспанія                                        | Ґрунт    | 2nd round | 5–7, 7–6(7–4), 6–3 |
| 4.           | Вікторія Азаренко | Ранг 6  | Мастерс Рим, Італія                                    | Ґрунт    | 2nd round | 6–3, 6–2           |
| 5.           | Белінда Бенчич    | Ранг 8  | Birmingham, UK                                         | Трава    | 1st round | 6–4, 4–3 ret.      |
| Тур WTA 2018 |                   |         |                                                        |          |           |                    |
| 6.           | Альона Остапенко  | Ранг 5  | Мадрид, Іспанія                                        | Ґрунт    | 1st round | 6–3, 6–3           |

## Зовнішні посилання
- Ірина-Камелія Бегу на сайті WTA